# Hans Carl Nipperdey
Hans Carl Nipperdey (21 de Janeiro de 1895, Berka; 21 de Novembro de 1968, Colônia) foi professor de direito civil, comercial e trabalhista em Jena, e a partir de 1925, na Colônia; de 1954 a 1963, ele foi o primeiro Presidente do Tribunal Federal do Trabalho, em Kassel.

## Biografia
Nipperdey estudou em Bad Berka e Jena. Formou-se do segundo grau em Weimar em 1913. Na Páscoa de 1913, começou a estudar direito na Universidade de Jena (interrompido por sua participação voluntária na Primeira Guerra Mundial até Dezembro de 1914). Em 1916, passou em seu primeiro exame de ordem e imediatamente depois, obteve seu mestrado. Antes de completar seu estágio jurídico em 1919, virou-se aos novos direitos financeiro e trabalhista em Jena, com Heinrich Lehmann e Justus W. Hedemann. Em outubro de 1920 habilitou-se em direito civil e comercial. Em 1924 foi nomeado professor associado. Em 1925 foi nomeado à uma posição em Koln, onde foi o sucessor da cadeira de Heinrich Mitteis. Nipperdey rapidamente ficou conhecido no mundo jurídico após suas primeiras contribuições aparecerem em 1926 e 1928. Permanecey na Universidade de Koln até 1963. Foi reitor três vezes, expandiu o departamento jurídico e foi instrumental na fundação das instituições jurídicas trabalhistas, financeiras, internacionais (1929), e sociais (1963).
A época do Social-nacionalismo reforçou sua carreira. Ele não tinha sido afetado pela “Lei de Restauração do Serviço Civil”, pois tinha ‘apenas’ uma bisavó Judia. Continuou a lecionar e envolveu-se na jurisprudência social-nacionalista. Nipperdey tornou-se membro da Academia de Direito Alemão e participou dos esforços humanitários durante a Segunda Guerra Mundial.  Foi um dos principais juristas que lutaram pela adaptação das leis trabalhista à ideologia nazista. Nipperdey foi co-autor do Comentário sobre o Código Trabalhista de 1934, “o coração do Direito Trabalhista Social-nacionalista”.Em seu prefácio, declarou que “o que precisamos, acima de tudo, é educar as mentes certas. 
Em um relatório sobre a greve dos jornais de 1952 contra a adoção das leis trabalhistas, Nipperdey justificou o direito à indenização das empresas afetadas. Essa interpretação foi mantida em 1958, quando foi presidente do Tribunal Trabalhista, durante o julgamento da greve dos trabalhadores da IG Metall, pelo recebimento do salário em casos de doenças (38 milhões de marcas foram indenizadas à empresa.
Nipperdey foi fundador do Instituto de Direito Trabalhista e Financeiro da Universidade de Koln, que ainda é parte da Universidade. Foi editor e autor de obras importantes nas areas de direito trabalhista e direito civil. Comentou também sobre obras relacionadas aos direitos fundamentais, onde representou, inter alia, a teoria do efeito direto de terceiros nos direitos fundamentais e teve um papel importante na jurisprudência do Tribunal Federal Trabalhista. Também ficou conhecido como autor de um manual do Código Civil Alemão, iniciado por Ludwig Enneccerus e finalizado por Nipperdey, ficando conhecido como Enneccerus / Nipperdey. 
Hans Carl Nipperdey foi pai do historiador Thomas Nippredey e da teóloga Dorothee Sölle. Seu túmulo está localizado no Cemitério Sul de Koln.

## Honras
- Grande Cruz de Mérito com estrela e faixa de ombro da República Federal da Alemanha
- Presidente Honorário da Sociedade Internacional para o Direito do Trabalho e da Seguridade Social
- Doutor honorário da Universidade de Madri
- Doutor honorário da Universidade de São Paulo
- Doutor Honorário da Escola de Negócios de Mannheim
- Membro da Academia Nazionale dei Lincei
- Medalha de Richard Strauss do GEMA
- Membro honorário da Sociedade Jurídica em Kassel

## Obras Destacadas
- Mit Alfred Hueck, Rolf Dietz: Kommentar zum  Gesetz zur Ordnung der nationalen Arbeit  in öffentlichen Verwaltungen  und Betrieben mit seinen Durchführungsverordnungen und den neuen Arbeitszeitbestimmgen. Beck, München/Berlin 1934.
- Roland Freisler, George Anton Löning und Hans Carl Nipperdey (Hrsg.): Festschrift für Justus Wilhelm Hedemann zum sechzigsten Geburtstag am 24. April 1938. Jena 1938.
- Die Pflicht des Gefolgsmannes zur Arbeitsleistung. In: Deutsches Arbeitsrecht. Jg. 6 (1938), H. 7/8, S. 186–190.
- Alfred Hueck, Hans Carl Nipperdey, Rolf Dietz: Gesetz zur Ordnung der nationalen Arbeit. Kommentar. 4. Auflage. München/Berlin 1943.
- Die Ersatzansprüche für Schäden, die durch den von den Gewerkschaften gegen das geplante Betriebsverfassungsgesetz geführten Zeitungsstreik vom 27.–29. Mai 1952 entstanden sind. Rechtsgutachten (= Schriftenreihe der Bundesvereinigung der Deutschen Arbeitgeberverbände. Bd. 9). Köln 1953.
- Soziale Marktwirtschaft und Grundgesetz. Heymann, Köln 1961.
- Grundrechte und Privatrecht. Krefeld 1961.

## Literatura
- Klaus Adomeit: Hans Carl Nipperdey als Anreger für eine Neubegründung des juristischen Denkens. In: Stefan Grundmann, Karl Riesenhuber (Hrsg.): Deutschsprachige Zivilrechtslehrer in Berichten ihrer Schüler. Eine Ideengeschichte in Einzeldarstellungen. Band 1, Berlin 2007, S. 148–165.
- Rolf Dietz, Alfred Hueck, Rudolf Reinhardt (Hrsg.): Festschrift für Hans Carl Nipperdey: Zum 60. Geburtstag, 21. Januar 1955. Beck, München, 1955
- Eckhard Hansen, Christina Kühnemund, Christine Schoenmakers, Florian Tennstedt (Bearb.): Biographisches Lexikon zur Geschichte der deutschen Sozialpolitik 1871 bis 1945. Band 2: Sozialpolitiker in der Weimarer Republik und im Nationalsozialismus 1919 bis 1945, Kassel University Press, Kassel 2018, ISBN 978-3-7376-0474-1, S. 140–142.
- Wilhelm Herschel. [S.l.: s.n.] Em falta ou vazio |título= (ajuda)Em falta ou vazio |título= (ajuda)
- Thorsten Hollstein: Um der Freiheit willen – die Konzeption der Grundrechte bei Hans Carl Nipperdey. In: Thomas Henne/Arne Riedlinger (Hrsg.): Das Lüth Urteil aus (rechts-)historischer Sicht. Die Konflikte um Veit Harlan und die Grundrechtsjudikatur des Bundesverfassungsgerichts. Berlin 2005, S. 249–269.
- Thorsten Hollstein: Die Verfassung als „Allgemeiner Teil“. Privatrechtsmethode und Privatrechtskonzeption bei Hans Carl Nipperdey (1895–1968). Mohr Siebeck, Tübingen 2007.
- Dirk Neumann: Assistenten von Nipperdey. In: Peter Hanau, Jens Thau, Harm Peter Westermann (Hrsg.): Gegen den Strich. Festschrift für Klaus Adomeit. Köln 2008, S. 517–520.
- Georg Roeber: Hans Carl Nipperdey. In: Archiv für Urheber-, Film-, Funk- und Theaterrecht (UFITA). Band 52, 1969, S. 1 f. (Nachruf).
- Joachim RückertJoachim Rückert, ed. (1999). «Nipperdey, Hans Carl». Neue Deutsche Biographie (NDB) (em alemão). 19. 1999. Berlim: Duncker & Humblot. pp. 280–282.
- Bernd Rüthers: Geschönte Geschichten – Geschonte Biographien. Mohr Siebeck, Tübingen 2001.

## Ligações Externas
- Literatura de e sobre Hans Carl Nipperdey (em alemão) no catálogo da Biblioteca Nacional da Alemanha
- Lebenslauf von Hans Carl Nipperdey auf den Seiten der Unabhängigen Historikerkommission zur Erforschung der Geschichte des Reichsarbeitsministeriums 1933–1945